# Polyorchidae
Polyorchidae è una famiglia dell'ordine Anthoathecata, appartenente alla classe Idrozoa.
L'ombrella di questa specie è solitamente trasparente e di piccole dimensioni (al massimo 4 cm) da cui dipartono circa 90 piccoli e sottili tentacoli.
Vivono principalmente nell'Oceano Atlantico settentrionale e si nutrono di plancton.